# Nứa
Nứa (danh pháp: Schizostachyum aciculare) một loài thực vật có hoa trong họ Hòa thảo. Loài này được Gamble mô tả khoa học đầu tiên năm 1896.